# Colleen Camp
Colleen Camp (San Francisco, 7 giugno 1953) è un'attrice e produttrice cinematografica statunitense.

## Carriera
È stata, tra l'altro, una delle playmate (miss maggio) di Apocalypse Now, è apparsa in ...e tutti risero, in due film della serie Scuola di polizia, in Signori, il delitto è servito, in Die Hard - Duri a morire. Ha preso parte, nel 1975, anche ad un episodio della serie Happy Days e nel 1976 di Starsky & Hutch. Dopo una prima esperienza nel 1984, dal 1998 ha stabilmente affiancato alla carriera di attrice quella di produttrice cinematografica.

## Vita privata
È stata sposata con il produttore John Goldwyn, nipote del più noto Sam, da cui ha avuto una figlia.

## Filmografia parziale

### Attrice

#### Cinema
- Anno 2670 - Ultimo atto (Battle for the Planet of the Apes), regia di J. Lee Thompson (1973)
- Le ragazze pon pon (The Swinging Cheerleaders), regia di Jack Hill (1974)
- La corsa più pazza del mondo (The Gumball Rally), regia di Charles Bail (1976)
- Death Game, regia di Peter Traynor (1977)
- L'ultimo combattimento di Chen (Game of Death), regia di Robert Clouse (1978)
- Apocalypse Now, regia di Francis Ford Coppola (1979)
- ...e tutti risero (They All Laughed), regia di Peter Bogdanovich (1981)
- Chi vuole uccidere Miss Douglas? (The Seduction), regia di David Schmoeller (1982)
- La ragazza di San Diego (Valley Girl), regia di Martha Coolidge (1983)
- Scuola di polizia 2 - Prima missione (Police Academy 2: Their First Assignment), regia di Jerry Paris	(1984)
- Prigione modello (Doin' Time), regia di George Mendeluk (1985)
- Signori, il delitto è servito (Clue), regia di Jonathan Lynn (1985)
- D.A.R.Y.L., regia di Simon Wincer (1985)
- Bobo, vita da cani (Walk Like a Man), regia di Melvin Frank (1987)
- Scuola di polizia 4 - Cittadini in... guardia (Police Academy 4: Citizens on Patrol), regia di Jim Drake (1987)
- Mille pezzi di un delirio (Track 29), regia di Nicolas Roeg (1988)
- Strega per un giorno (Wicked Stepmother), regia di Larry Cohen (1989)
- Il testimone più pazzo del mondo (My Blue Heaven), regia di Larry Cohen (1990)
- Fusi di testa (Wayne's World), regia di Penelope Spheeris (1992)
- Il cannibale metropolitano (The Vagrant), regia di Chris Walas (1992)
- Last Action Hero - L'ultimo grande eroe (Last action hero), regia di John McTiernan (1993)
- Sliver, regia di Phillip Noyce (1993)
- Caro zio Joe (Greedy), regia di Jonathan Lynn (1994)
- Die Hard - Duri a morire (Die Hard: With a Vengeance), regia di John McTiernan (1995)
- Funny Money - Come fare i soldi senza lavorare (The Associate), regia di Donald Petrie (1996)
- Tempesta di ghiaccio (The Ice Storm), regia di Ang Lee (1997)
- Speed 2 - Senza limiti (Speed 2: Cruise Control), regia di Jan de Bont (1997)
- Love Stinks, regia di Jeff Franklin (1999)
- American School (Loser), regia di Amy Heckerling (2000)
- 24 ore (Trapped), regia di Luis Mandoki (2002)
- Joshua, regia di Jon Purdy (2002)
- American Party - Due gambe da sballo (Who's Your Daddy?), regia di Andy Fickman (2004)
- L.A. Twisters, regia di Sven Pape (2004)
- Vizi di famiglia (Rumor Has It), regia di Rob Reiner (2005)
- Material Girls, regia di Martha Coolidge (2006)
- Correndo con le forbici in mano (Running with Scissors), regia di Ryan Murphy (2006)
- Factory Girl, regia di George Hickenlooper (2006)
- Tutti insieme inevitabilmente (Four Christmases), regia di Seth Gordon (2008)
- Aiuto vampiro (Cirque du Freak: The Vampire's Assistant), regia di Paul Weitz (2009)
- Love, Wedding, Marriage, regia di Dermot Mulroney (2011)
- American Hustle - L'apparenza inganna (American Hustle), regia di David O. Russell (2013)
- Palo Alto, regia di Gia Coppola (2013)
- Tutto può accadere a Broadway (She's Funny That Way), regia di Peter Bogdanovich (2014) - cameo
- Knock Knock, regia di Eli Roth (2015)
- Il mistero della casa del tempo (The House with a Clock in Its Walls), regia di Eli Roth (2018)
- Spenser Confidential, regia di Peter Berg (2020)
- Nessuno di speciale (Mainstream), regia di Gia Coppola (2020)
- Monstrous, regia di Chris Sivertson (2022)

#### Televisione
- Marcus Welby (Marcus Welby, M.D.) – serie TV, 1 episodio (1973)
- Happy Days – serie TV, episodio 2x12 (1975)
- Dallas – serie TV, 2 episodi (1979)
- Un salto nel buio (Tales from the Darkside) – serie TV, episodio 1x11 (1985)
- La signora in giallo (Murder, She Wrote) – serie TV, episodi 3x13-4x12 (1987-1988)
- Pappa e ciccia (Roseanne) – serie TV, 3 episodi (1993-1996)
- Il diritto di non parlare (The Right to Remain Silent), regia di Hubert C. de la Bouillerie – film TV (1996)
- Dead & Deader – film TV (2006)
- Dr. House - Medical Division (House, M.D.) – serie TV, episodio 5x20 (2009)
- Aquarius - serie TV, episodi 2x01-2x03 (2016)

### Produttrice
- Knock Knock, regia di Eli Roth (2015)
- Above Suspicion, regia di Phillip Noyce (2019)
- Day of the Fight, regia di Jack Huston (2023)

## Doppiatrici italiane
Nelle versioni in italiano delle opere in cui ha recitato, Colleen Camp è stata doppiata da:
- Roberta Paladini in Signori, il delitto è servito, Die Hard - Duri a morire
- Francesca Guadagno in Speed 2 - Senza limiti, Il mistero della casa del tempo
- Angiola Baggi in L'ultimo combattimento di Chen
- Roberta Greganti in Scuola di polizia 2 - Prima missione
- Stefanella Marrama in Caro zio Joe
- Paola Giannetti in Sliver
- Laura Romano in American Hustle - L'apparenza inganna
- Marta Altinier in Knock Knock
- Mirta Pepe in Aquarius